# Matterfall
Matterfall est un jeu vidéo de type run and gun développé par Housemarque et édité par Sony Interactive Entertainment, sorti en 2017 sur PlayStation 4.

## Accueil
- Famitsu : 29/40[1]
- Canard PC : 7/10[2]
- Jeuxvideo.com : 13/20[3]